# Jarosław Tarań
Jarosław Tarań (ur. 29 stycznia 1930, zm. 7 listopada 1994) – polski artysta fotografik, autor fotografii z życia powojennej Warszawy.
Został pochowany na cmentarzu komunalnym w Żyrardowie.
Zawodowo czynny był w latach 1962-1989. W latach 60. i 70. był fotoreporterem Expressu Wieczornego. Fotografował życie codzienne mieszkańców miast, szybkie zmiany urbanistyczne stolicy, powstawanie nowych osiedli mieszkaniowych. Zajmował się również tematyką kulturalną oraz polityczną.

## Fotografie
Obszerna kolekcja fotografii Jarosława Tarania znajduje się w postaci cyfrowej w Ośrodku Karta. Udostępniła ją Danuta Kszczot-Tarań. Tematyka fotografii jest bardzo różnorodna - kulturalna: zdjęcia z koncertów zespołu Niebiesko-Czarni, Zdzisławy Sośnickiej, społeczna: zabawa taneczna w parku, przesuwanie kościoła na Lesznie, budowa Zalewu Zegrzyńskiego, Dożynki na Stadionie X-lecia, karambol na Rondzie Waszyngtona, podróżni na Dworcu Głównym, krowa w Alejach Jerozolimskich i wiele innych (udostępnionych 7580 pozycji).